# Edward Earle
Pour les articles homonymes, voir Earle.
Edward Earle est un acteur canadien, né le 16 juillet 1882 à Toronto (Ontario) et mort le 15 décembre 1972 à Los Angeles (quartier de Woodland Hills, Californie).

## Biographie
Edward Earle débute au théâtre (entre autres dans le répertoire du vaudeville) et joue notamment au Canada, son pays natal. Aux États-Unis, où il s'installe définitivement, il apparaît une fois à Broadway (New York), dans une pièce représentée en 1904.
Au cinéma, le plus souvent comme second rôle de caractère ou dans des petits rôles non crédités, il contribue à plus de quatre-cents films américains dès la période du muet, le premier sorti en 1913.
Citons Le Vent de Victor Sjöström (1928, avec Lillian Gish et Lars Hanson), Le Figurant d'Edward Sedgwick et Buster Keaton (1929, avec Buster Keaton et Dorothy Sebastian), Toura, déesse de la jungle de George Archainbaud (1938, avec Dorothy Lamour et Ray Milland), ou encore Les Demoiselles Harvey de George Sidney (1946, avec Judy Garland et John Hodiak).
Ses trois derniers films sortent en 1956, dont Ne dites jamais adieu de Jerry Hopper (avec Rock Hudson et Cornell Borchers).
Pour la télévision américaine, Edward Earle collabore à vingt séries entre 1951 et 1966, dont La Flèche brisée (un épisode, 1956).

## Théâtre à Broadway
- 1904 : The Triumph of Love de Martha Morton

## Filmographie partielle

### Cinéma
- 1913 : An Hour Before Dawn de J. Searle Dawley : le professeur Wallace, inventeur
- 1917 : God's Man de George Irving : Archie Hartogensis
- 1918 : The Blind Adventure de Wesley Ruggles : Geoffrey West
- 1919 : His Bridal Night de Kenneth S. Webb : Joe Damorel

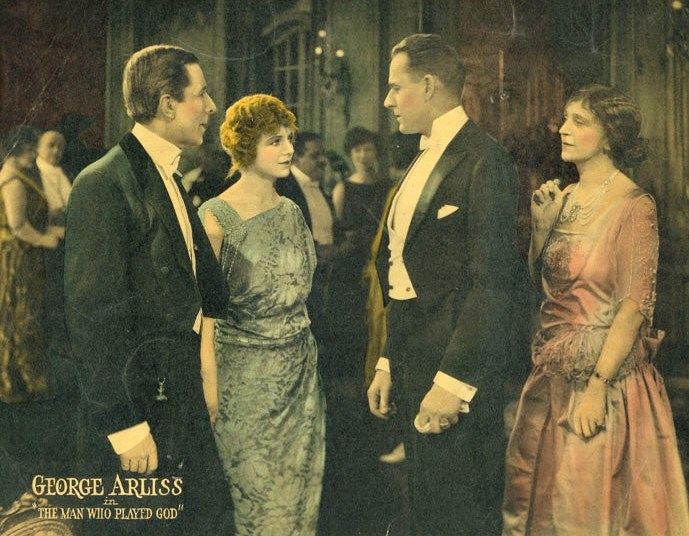
De g. à d. : George Arliss, Ann Forrest, Edward Earle et Effie Shannon, dans La Raison de vivre (1922, poster promotionnel)

- 1920 : The Law of the Yukon de Charles Miller : Morgan Kleath
- 1921 : Passion Fruit de John Ince : Pierce Lamont
- 1922 : La Raison de vivre (The Man Who Played God) de F. Harmon Weight : Philip Stevens
- 1922 : The Streets of New York de Burton L. King : Paul Fairweather
- 1923 : Broadway Broke de J. Searle Dawley : Charles Farrin
- 1924 : The Family Secret de William A. Seiter : Garry Holmes
- 1924 : How to Educate a Wife de Monta Bell
- 1924 : Gambling Wives de Dell Henderson
- 1925 : Les Orphelins de la mer (The Splendid Road) de Frank Lloyd : Dr Bidwell
- 1925 : The Lady Who Lied d'Edwin Carewe
- 1926 : Irène (Irene) d'Alfred E. Green : Larry Hadley
- 1926 : Pals First d'Edwin Carewe
- 1927 : Le Temps des cerises (Spring Fever) d'Edward Sedgwick : Johnson
- 1927 : Le Bateau ivre (Twelve Miles Out) de Jack Conway : John Burton
- 1928 : Le Vent (The Wind) de Victor Sjöström : Beverly
- 1929 : Le Figurant (Spite Marriage) d'Edward Sedgwick et Buster Keaton : Lionel Benmore
- 1930 : Second Honeymoon de Phil Rosen : Jim Huntley
- 1930 : In the Next Room d'Edward F. Cline
- 1931 : Forgotten Women de Richard Thorpe : Sleek Moran
- 1933 : Un cœur, deux poings (The Prizefighter and the Lady) de W. S. Van Dyke : un associé de Ryan
- 1934 : Petite Miss (Little Miss Marker) d'Alexander Hall : le père de Marky
- 1934 : Three on a Honeymoon de James Tinling
- 1934 : C'était son homme (He Was her Man) de Lloyd Bacon : un employé de l'hôtel
- 1935 : Le Secret magnifique (Magnificent Obsession) de John M. Stahl : M. Miller
- 1935 : Code secret (Rendezvous) de William K. Howard
- 1935 : Le Cavalier miracle (The Miracle Ritter) de B. Reeves Eason et Armand Schaefer (serial) : Christopher Adams
- 1936 : À New York tous les deux (The Luckiest Girl in the World) d'Edward Buzzell : le maître d'hôtel
- 1936 : Aventure à Manhattan (Adventure in Manhattan) d'Edward Ludwig : Jeff
- 1937 : Un jour aux courses (A Day at the Races) de Sam Wood : un juge de course
- 1937 : Artistes et Modèles (Artists and Models) de Raoul Walsh : Flunky
- 1937 : Une nation en marche (Wells Fargo) de Frank Lloyd : M. Padden
- 1938 : Toura, déesse de la jungle (Her Jungle Love) de George Archainbaud : le capitaine Avery
- 1938 : La Coqueluche de Paris (The Rage of Paris) d'Henry Koster : un serveur
- 1938 : Give Me a Sailor d'Elliott Nugent
- 1938 : Vous ne l'emporterez pas avec vous (You Can't Take It With You) de Frank Capra : le directeur de la banque
- 1938 : The Duke of West Point d'Alfred E. Green
- 1939 : La Fille du nord (Second Fiddle) de Sidney Lanfield : Gregg
- 1939 : Monsieur Smith au Sénat (Mr. Smith Goes to Washington) de Frank Capra : un journaliste
- 1939 : The Day the Bookies Wept de Leslie Goodwins
- 1940 : Seventeen de Louis King : le garçon de café en chef
- 1940 : Quai numéro treize (Pier 13) d'Eugene Forde
- 1940 : Vendredi 13 (Black Friday) d'Arthur Lubin : un détective
- 1940 : Monsieur Wilson perd la tête (I Love You Again) de W. S. Van Dyke : M. Watkins
- 1940 : Before I Hang de Nick Grinde
- 1940 : L'Ange de Broadway (Angels Over Broadway) de Ben Hecht et Lee Garmes : Vincent, le maître d'hôtel
- 1941 : L'Homme de la rue (Meet John Doe) de Frank Capra : le maître de cérémonie pour la radio
- 1942 : La Sentinelle du Pacifique (Wake Island) de John Farrow : un commandant
- 1942 : Blue, White and Perfect d'Herbert I. Leeds
- 1943 : Les bourreaux meurent aussi (Hangmen Also Die!) de Fritz Lang : un professeur
- 1943 : The Good Fellows de Jo Graham
- 1943 : Maîtres de ballet (The Dancing Masters) de Malcolm St. Clair : un employé de l'aéroport
- 1943 : La Vie aventureuse de Jack London (Jack London) d'Alfred Santell : James Hare
- 1944 : Le Président Wilson (Wilson) d'Henry King : un journaliste
- 1944 : Une femme sur les bras (Practically Yours), de Mitchell Leisen : le directeur adjoint d'Hadley
- 1946 : Le facteur sonne toujours deux fois (The Postman Always Rings Twice) de Tay Garnett : un médecin
- 1946 : Les Demoiselles Harvey (The Harvey Girls) de George Sidney : Jed Adams
- 1946 : Dark Alibi de Phil Karlson : Thomas Harley
- 1946 : Les Plus Belles Années de notre vie (The Best Years of Our Lives) de William Wyler : Steese
- 1947 : Au carrefour du siècle (The Beginning or the End) de Norman Taurog : Charles G. Ross
- 1947 : Et tournent les chevaux de bois (Ride the Pink Horse) de Robert Montgomery : Locke
- 1948 : Le Barrage de Burlington (River Lady) de George Sherman : un cadre
- 1948 : Ma vie est une chanson (Words and Music) de Norman Taurog : James Fernby Kelly
- 1949 : La Belle Aventurière (The Gal Who Took the West) de Frederick De Cordova : M. Nolan
- 1952 : L'Heure de la vengeance (The Raiders) de Lesley Selander : un juge
- 1952 : Le Relais de l'or maudit (Hangman's Knot) de Roy Huggins : un capitaine de l'Union
- 1953 : Victime du destin (The Lawless Breed) de Raoul Walsh : J. Edward « Henry » Johnson
- 1953 : Le Gentilhomme de la Louisiane (The Mississippi Gambler) de Rudolph Maté : Stanley
- 1953 : Les Massacreurs du Kansas (The Stranger Wore a Gun) d'André de Toth : Jeb
- 1954 : Le Signe du païen (Sign of the Pagan) de Douglas Sirk : un sénateur
- 1954 : Trois Heures pour tuer (Three Hours to Kill) d'Alfred L. Werker
- 1955 : Son seul amour (One Desire) de Jerry Hopper : M. Hathaway
- 1956 : Ne dites jamais adieu (Never Say Goodbye) de Jerry Hopper : le colonel Washburn
- 1956 : The She-Creature d'Edward L. Cahn : le professeur Anderson
- 1956 : Les Dix Commandements (The Ten Commandments) de Cecil B. DeMille : un esclave

### Télévision
- 1956 : La Flèche brisée (Broken Arrow), saison 1, épisode 11 The Conspirators : le secrétaire de l'Intérieur